# Victor Thorn
Victor Thorn (* 31. Januar 1844 in Esch-sur-Alzette; † 15. September 1930 in Luxemburg) war ein luxemburgischer Politiker.

## Leben
Victor Thorn studierte von 1863 bis 1866 Rechtswissenschaft in Gent, Heidelberg und Dijon. Von 1867 bis 1883 arbeitete Thorn als Anwalt. 1883 wurde er Staatsanwalt und von 1885 bis 1888 war er Mitglied des Staatsrates. Von 1888 bis 1892 war er Generaldirektor (Minister) für öffentliche Bauten der Regierung Eyschen.
1899 wurde Thorn Generalstaatsanwalt. 1915 war er Justiz- und Bautenminister in der Regierung Mongenast. 1916 musste die Regierung Loutsch zurücktreten, nachdem die Chamber ihr das Vertrauen entzogen hatte. Einen Monat später konnte Victor Thorn eine neue Regierung präsentieren, in der die drei großen Parteien Luxemburgs vertreten waren. Es ging vor allem darum, die Versorgungskrise in Luxemburg zu bewältigen, die durch den Ersten Weltkrieg immer schlimmer wurde. Die Regierung ließ die Lebensmittel rationieren und legte Höchstpreise fest. Daraufhin florierte der Schwarzmarkt und die Spannungen zwischen Stadt- und Landbevölkerung nahmen zu. 1917 kam es in der Minette-Region zu einem Streik, der durch die deutsche Armee aufgelöst wurde. Landwirtschaftsminister Michel Welter verlor das Vertrauen der Chamber; eine Krise, die die ganze Regierung zu Fall brachte.
Bis 1929 war Victor Thorn Präsident des Staatsrates. Von 1921 bis 1927 war er Mitglied des Ständigen Schiedshofs in Den Haag.
| Personendaten    | Personendaten             |
| ---------------- | ------------------------- |
| NAME             | Thorn, Victor             |
| KURZBESCHREIBUNG | luxemburgischer Politiker |
| GEBURTSDATUM     | 31. Januar 1844           |
| GEBURTSORT       | Esch-sur-Alzette          |
| STERBEDATUM      | 15. September 1930        |
| STERBEORT        | Luxemburg                 |